# Міжнародна виставка в Салоніках

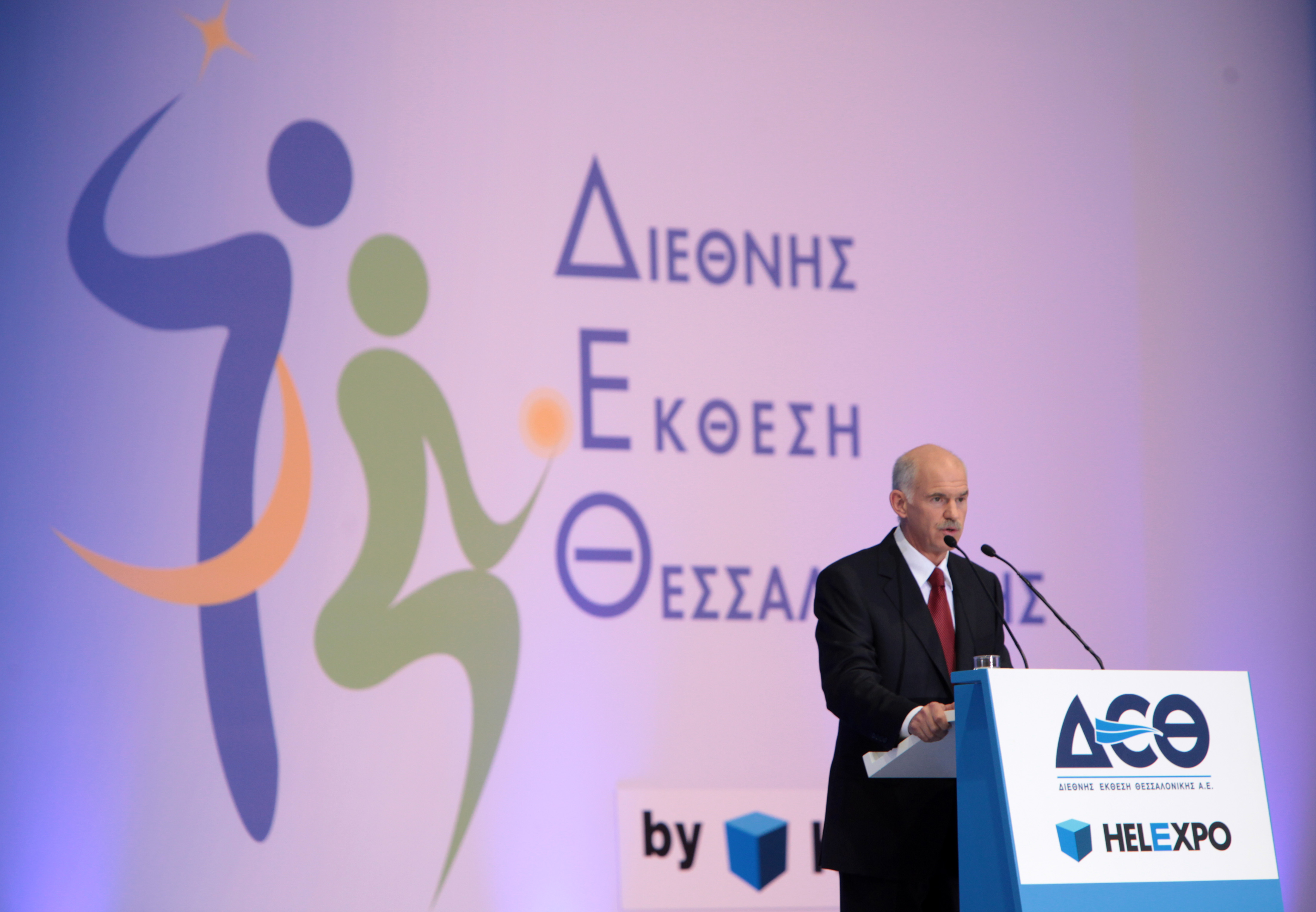
Йоргос Папандреу на відкритті ΔΕΘ, 2009 рік

Міжнародна виставка в Салоніках (грец. Διεθνής Έκθεση Θεσσαλονίκης, або скорочено ΔΕΘ, англ. Thessaloniki International Trade Fair, або TIF) — щорічна виставка, яка організується офіційною виставковою організацією в Салоніках — HELEXPO. Виставковий комплекс розташований у центрі міста, займає площу 180 тис. м² і включає 17 великих павільйонів та 2 сучасні зали для конгресів та конференцій.

## Історія
Перша Міжнародна виставка в Салоніках була проведена 1925 р. і з того часу проводиться щорічно у вересні. Виключенням були 1940—1950 рр. через Світову війну та її наслідки. Крім того, в останні роки HELEXPO проводить близько 20 галузевих виставок, що тривають ще кілька місяців. Серед них:
- PHILOXENIA — Міжнародна виставка туризму;[2]
- ARGOTICA — щорічна сільськогосподарська виставка, проводиться напринікці січня.
- INFACOMA — виставка будівельних матеріалів, конструкціій тощо, проводиться у лютому;
- MARMIN — виставка мармуру, інших корисних копалин та устаткування для їх видобутку;
- FURNIDEC — виставка меблів, проводиться у березні;
- TRANSPORT & LOGISTICS — представляє, усе що пов'язано із транспортуванням та логістикою;
- KOSMIMA — виставка коштовностей, проводиться у січні.

Цікаво, що напій фрапе, такий популярний нині у Греції, був винайдений представником компанії Nestle саме на Міжнародній виставці в Салоніках 1957 року.
Ювілейна 75-та виставка проходила 11-19 вересня. Головна тема присвячена інновації, зеленому будівництву — екологічному розвитку економіки. В ярмарку взяли участь 16 держав, почесним гостем серед них стала Угорщина. Традиційно участь в урочистій церемонії відкриття виставки взяв прем'єр-міністр Греції Йоргос Папандреу.